# Igé, Orne
Igé är en kommun i departementet Orne i regionen Normandie i nordvästra Frankrike. Kommunen ligger i kantonen Bellême som tillhör arrondissementet Mortagne-au-Perche. År 2022 hade Igé 589 invånare.

## Befolkningsutveckling
Antalet invånare i kommunen Igé
| Referens: INSEE |